# Ivar Giæver
Ivar Giæver (født 5. april 1929 i Bergen, død 20. juni 2025 i Schenectady, New York) var en norsk fysiker, der delte Nobelprisen i fysik i 1973 med Leo Esaki og Brian David Josephson for deres opdagelser om kvantemekanisk tunnelering i faste stoffer.